# Tristan de Moneins
Tristan, baron de Moneins (mort en 1548) est un militaire français sous Henri II.

## Biographie
Issu d'une famille de la noblesse du Béarn, il est le fils de Gaston de Moneins qui combattit en 1525 à Pavie aux côtés de François Ier et y fut tué.
Nommé chambellan du roi de Navarre, gouverneur de Navarrenx, sénéchal de Béarn puis lieutenant-général en Guyenne, il est assiégé en 1548 dans le Château Trompette par les Bordelais qui s'étaient insurgés à l'occasion de l'impôt de la gabelle, et massacré par eux, au moment où il s'approchait pour parlementer. Son corps fut saigné, écorché, dépecé et enterré tout saupoudré de sel.
Montaigne, témoin à 15 ans de cet événement alors que son père était jurat de la ville, l'a raconté dans les Essais (I, 23) sans toutefois donner le nom de Tristan de Moneins.
Ce meurtre fut puni la même année par le connétable de Montmorency : il obligea les jurats et les notables de la ville à aller déterrer avec leurs ongles le corps de Moneins, et à l'enterrer dans l'endroit le plus apparent du chœur de la cathédrale.